# غالب الشابندر
غالب حسن علي الشابندر ( 1944 - ) كاتب ومفكر شيعي عراقي وعضو سابق في حزب الدعوة، ساهم في التنظير للحركة الإسلامية الشيعية العراقية في الستينات والسبعينات. 

## نشأته
وُلد في قضاء الحي، من عائلة غنية، ونال البكالوريوس في أصول الدين في جامعة بغداد. هاجر سنة 1977م إلى الكويت ثم إيران وسورية وأوربا فأقام في السويد، وعاد إلى العراق سنة 2003 بعد الاحتلال الأمريكي وزوال حكومة صدام حسين، له كتب عديدة في الفكر الإسلامي الشيعي والمجتمع والحركات السياسية، وله حضور كثير في القنوات الفضائية العراقية ناقداً ومناظراً ومحللاً، يوصف غالب بأنه مفكر شعبي، ثوري، متقرب إلى الفقراء. انشق غالب عن حزب الدعوة في أواخر الستينات وقادَ «حركة الإسلاميين العقائديين» التي اندمجت بحركة جند الإمام ثم صارت جزءاً من المجلس الأعلى للثورة الإسلامية في العراق.

## كتبه
- السيستاني راهناً (2023)
- خسرتُ حياتي (مذكرات)[5]
- ماذا يجرى في العالم؟ (2017م)
- العقل ؛ قراءات في إشكالية العقل عبر المدارس الفلسفية المتنوعة (2015م)
- الإرتقاء بالعشيرة العراقية - مشروع مفتوح (2014)
- الحجاب في الإسلام ؛ قضية ساخنة (2013م)
- لا تكفير في القرآن (2009)
- ليس من سيرة الرسول الكريم صلى الله عليه وسلم (2006)[6]
- الآخر في القرآن (2005م)
- الصراع الإجتماعي في القرآن (2002م)
- مشكلة تدوين الحديث في عصر النبي (1994م)

### روايات
- شياطين: رواية قصيرة ذات 80 صفحة[7]
- العودة إلى الرصيف
- الأب القاتل (2014م)
- الجسد (2017م)[7][8][9]